# Хикман (окръг, Кентъки)
Окръг Хикман (на английски: Hickman County) е окръг в щата Кентъки, Съединени американски щати. Площта му е 655 km², а населението - 5262 души (2000). Административен център е град Клинтън.